# 坂井昌治
坂井 昌治（さかい しょうじ、1940年9月14日 - ）は、日本の実業家。名鉄運輸相談役、元同社社長。

## 経歴
1940年岐阜県に生まれる。1964年に滋賀大学経済学部を卒業。同年名古屋鉄道入社。同社常務取締役、専務取締役、名鉄運輸代表取締役副社長、代表取締役社長を経て、2008年より現職。

## 年譜
- 1940年 - 岐阜県にて出生
- 1964年 - 滋賀大学経済学部卒業
- 1964年 - 名古屋鉄道入社
- 1996年 - 名古屋鉄道取締役
- 2000年 - 名古屋鉄道常務取締役
- 2002年 - 名古屋鉄道専務取締役
- 2003年 - 名鉄運輸取締役
- 2004年 - 名鉄運輸代表取締役副社長
- 2005年 - 名鉄運輸代表取締役社長
- 2008年 - 名鉄運輸取締役相談役